# 美国陆军航空兵
美国陆军航空兵（United States Army Aviation Branch）是美国陆军的兵种，负责美国陆军航空部队的作战定义，以及各单位的人员与装配配属。
在原美国陆军航空兵团分离出美国陆军航空軍之后，美国陆军留下的唯一固定翼航空器是L-2草蜢聯絡機，用于炮兵部队的空中偵察与炮着点校正。在此之后陆军开始发展新型的航空器——直升机。在朝鲜战争中进行了尝试性应用，并在越南战争大规模投入使用。